# Il labirinto di fuoco
Il labirinto di fuoco (The Burning Maze) è un romanzo fantasy americano basato sulla mitologia greca, scritto dall'autore americano Rick Riordan. È stato pubblicato il 1 maggio 2018 ed è il terzo libro della serie Le sfide di Apollo, il secondo spin-off della saga Percy Jackson e gli dei dell'Olimpo. Nella  storia, il dio Apollo (trasformato nell'adolescente umano Lester Papadopoulos) e i suoi amici cercano di salvare l'Oracolo di Eritrea dal Triumvirato di malvagi imperatori.
Il romanzo ha ricevuto recensioni positive dalla critica, che ha elogiato la narrazione di Apollo e l'umorismo del libro. È diventato un bestseller su Amazon al momento della sua uscita.

## Trama
Apollo / Lester Papadopoulos si avventura nel Labirinto di Dedalo con la sua amica umana Meg McCaffrey per rintracciare il terzo imperatore del Triumvirato, guidati dal satiro Grover Underwood. Attaccati dagli Strige, il gruppo emerge a Palm Springs, in California, dove si trova l'ex casa di Meg, distrutta e abbandonata dopo la morte del padre causata da Nerone. Mellie, la moglie del satiro Gleeson Hedge, chiede ad Apollo e Grover di andare a controllare Hedge, che si trova in negozio di rivendita di armi dell'esercito nelle vicinanze. I due si dirigono sul posto e affrontano Quinto Nevio Macrone, prima di darsi alla fuga poco dopo l'arrivo di quello che sembra un cavallo parlante, identificato da Apollo come Incitatus: questo indica che il terzo imperatore del Triumvirato  è Caligola, l'imperatore romano più temuto e assetato di sangue, celebre per la sua follia e il regno del terrore. L'imperatore è assistito dalla maga Medea.
Mellie rivela che Jason Grace e Piper McLean erano in precedenza entrati nel Labirinto insieme e che i due si sono lasciati, quindi Apollo e Meg decidono di farsi aiutare da loro. Vanno prima da Piper, che si sta trasferendo in Oklahoma in quanto il Triumvirato ha privato suo padre di tutti i suoi averi attraverso una serie di sotterfugi finanziari, poi da Jason, il quale sta studiando a scuola progettando nel mentre dei miglioramenti per il Campo Giove. Jason rivela ad Apollo che, all'interno del Labirinto, aveva incontrato la sibilla Eritrea, che gli aveva detto che uno dei due tra lui e Piper morirà la prossima volta che si sarebbero riuniti. Temendo che possa succedere a Piper, Jason si tiene l'informazione per sé.
I quattro salgono sulla nave di Caligola per rubargli le scarpe, una priorità secondo la Profezia Oscura, ma vengono catturati dai Pandai, servitori di Caligola. Riescono a fuggire con l'aiuto del giovane Pandai Crest, e Apollo trova le scarpe, ma Incitatus li ricattura e conduce al cospetto di Caligola. Jason combatte contro l'imperatore per dare tempo agli amici di scappare, ma resta ucciso. Il gruppo riesce ad approdare alla casa di Piper a Malibu e la ragazza accusa con rabbia Apollo della morte di Jason. Nel frattempo, Caligola inizia a dirigersi verso il Campo Giove.
Apollo, Meg, Grover e Crest entrano nel Labirinto e risolvono degli enigmi per raggiungere la prigione di Eritrea. Dopo aver dato una risposta errata, rischiando la vita, Apollo decide di scoprire la causa delle fiamme che stanno flagellando il sud degli Stati Uniti, scoprendo che derivano dal corpo del titano Elio, imprigionato da Medea per rendere Caligola il nuovo dio del sole. Apollo promette di vendicarlo.
Il gruppo raggiunge Eritrea, trovandosi davanti un'altra profezia temuta da  Apollo. Nello scontro che ne segue, vengono aiutati dagli spiriti di un frassino piantato in precedenza da Meg; Crest viene ucciso, ma gli eroi riescono a eliminare Incitatus e Piper li raggiunge, uccidendo Medea per vendicare Jason, mentre lo spirito di Elio viene liberato.
Leo Valdez si offre di accompagnare Hedge, Mellie, il loro figlio neonato e Piper in Oklahoma, mentre Apollo e Meg continuano la loro impresa, dirigendosi al Campo Giove con la salma di Jason per avvertirli dell'arrivo di Caligola.

## Personaggi
- Apollo / Lester Papadopoulos: Ex dio dell'Olimpo, condannato nel corpo di un sedicenne mortale per volere di Zeus e incaricato di liberare i cinque Oracoli dal controllo del Triumvirato.
- Meg McCaffrey: Dodicenne figlia di Demetra. Da bambina venne prelevata dal suo "patrigno" Nerone, responsabile della morte di suo padre, che la sottopose per anni a una serie di abusi fisici e mentali legandola a sé psicologicamente.
- Grover Underwood: Satiro di grande importanza, guida Apollo e Meg all'interno del Labirinto, preoccupandosi per la sofferenza della natura a causa degli incendi che stanno distruggendo il Paese.
- Piper McLean: Figlia di Afrodite dotata del raro dono della Lingua Ammaliatrice. Si è separata da Jason per cercare di scoprire sé stessa, avvicinandosi maggiormente alle sue origini cherokee, anche attraverso l'uso di armi come una cerbottana con freccette avvelenate.
- Jason Grace: Figlio di Giove che, dopo la sconfitta di Gea, ha iniziato a frequentare il liceo e a studiare un modo per unire e migliorare il Campo Mezzosangue e il Campo Giove. Viene ucciso in combattimento da Caligola e Medea.
- Caligola: Uno degli imperatori del Triumvirato. È estremamente folle e violento e punta a diventare il nuovo dio del sole, sfruttando per questo l'essena di Apollo ed Elio.
- Medea: Una maga romana che assiste Caligola nel suo piano di diventare il nuovo dio del sole. Viene uccisa da Piper.
- Incitatus: Il cavallo di Caligola e suo braccio destro, con la capacità di parlare. Come il suo capo, è molto brutale e crudele.

## Pubblicazione
Il labirinto di fuoco è stato pubblicato per la prima volta da Disney-Hyperion con copertina rigida negli Stati Uniti il 1 maggio 2018. Le edizioni ebook e audiolibro sono state rilasciate lo stesso giorno. La prima tiratura è stata di circa due milioni di copie. Ha venduto più di 52.000 copie durante la prima settimana.